# Angel (河合奈保子のアルバム)
『Angel』（エンジェル）は、河合奈保子が1981年11月25日にリリースした1枚目のベスト・アルバムである。

## 解説
- 河合奈保子初のベストアルバムである。
- 新曲2曲、アルバムからのセレクト曲8曲、既にリリースされたシングル曲の新録音2曲（下記参照・未発表バージョン）の全12曲の構成である。
- ジャケットの写真は、小学館、学研の提供であった。
- 「スマイル・フォー・ミー」、「ムーンライト・キッス」は、未発表バージョンのもので、当アルバムに初収録された。「スマイル・フォー・ミー」のシングル・バージョンの編曲は大村雅朗であり、演奏者も全く異なっている。
- 「大きな森の小さなお家」「ハリケーン・キッド」「青い視線」はアルバムのバージョンで収録。
- 初回盤の特典として1982年1月から6月までのカレンダーが添付された。

## 収録曲

### Side A
1. 恋のDoki Doki Train（新曲）
  - 作詞:康珍化、作曲:服部清、編曲:若草恵
2. ロンリー・ロンリー（新曲）
  - 作詞:三浦徳子、作曲:馬飼野康二、編曲:馬飼野康二
3. ヤング・ボーイ (2ndシングル)
  - 作詞:竜真知子、作曲:水谷公生、編曲:船山基紀
4. 危険なサマー・タイム（アルバム『ダイアリー』から）
  - 作詞:湯川れい子、作曲:馬飼野康二、編曲:後藤次利
5. 甘いささやき（アルバム『LOVE』から）
  - 作詞:櫛田露孤・伊藤アキラ、作曲:川口真、編曲:船山基紀
6. 大きな森の小さなお家  (1stシングル)（アルバム『LOVE』から）
  - 作詞:三浦徳子、作曲:馬飼野康二、編曲:馬飼野康二

### Side B
1. 愛してます（3rdシングル）
  - 作詞:伊藤アキラ、作曲:川口真、編曲:船山基紀
2. ハリケーン・キッド  (1stシングルB面) (アルバム『LOVE』から）
  - 作詞:三浦徳子、作曲:馬飼野康二、編曲:馬飼野康二
3. 青い視線  (2ndシングルB面)（アルバム『LOVE』から）
  - 作詞:伊藤アキラ、作曲:川口真、編曲:川口真
4. 17才（4thシングル）
  - 作詞:竜真知子、作曲:水谷公生、編曲:船山基紀
5. ムーンライト・キッス<Unreleased version>　(6thシングル)（未発表バージョン）
  - 作詞:松本礼児、作曲:馬飼野康二、編曲:馬飼野康二
6. スマイル・フォー・ミー<Unreleased version> (5thシングル)（未発表バージョン）
  - 作詞:竜真知子、作曲:馬飼野康二、編曲:船山基紀